# Pisa Sporting Club 1973-1974
Questa voce raccoglie le informazioni riguardanti il Pisa Sporting Club nelle competizioni ufficiali della stagione 1973-1974.

## Rosa
| N. |                   | Ruolo | Calciatore         |
| -- | ----------------- | ----- | ------------------ |
|    | Italia (bandiera) | C     | Mauro Amenta       |
|    | Italia (bandiera) | C     | Antonio Baldoni    |
|    | Italia (bandiera) | C     | Fabrizio Barontini |
|    | Italia (bandiera) | C     | Giovanni Botteghi  |
|    | Italia (bandiera) | A     | Sergio Cini        |
|    | Italia (bandiera) | A     | Maurizio Frendo    |
|    | Italia (bandiera) | A     | Luca Giannini      |
|    | Italia (bandiera) | A     | Emo Giannotti      |
|    | Italia (bandiera) | D     | Piero Gonfiantini  |
|    | Italia (bandiera) | C     | Paolo Grigò        |
|    | Italia (bandiera) | P     | Corrado Leardi     |

| N. |                   | Ruolo | Calciatore        |
| -- | ----------------- | ----- | ----------------- |
|    | Italia (bandiera) | D     | Massimo Luperini  |
|    | Italia (bandiera) |       | Aldo Mazzei       |
|    | Italia (bandiera) | A     | Fausto Nosè       |
|    | Italia (bandiera) | D     | Tiberio Palla     |
|    | Italia (bandiera) | D     | Fabrizio Rapalini |
|    | Italia (bandiera) | D     | Nino Sansone      |
|    | Italia (bandiera) | C     | Luciano Savian    |
|    | Italia (bandiera) | D     | Maurizio Scotto   |
|    | Italia (bandiera) | C     | Marco Tardelli    |
|    | Italia (bandiera) | P     | Pietro Tomei      |
|    | Italia (bandiera) | A     | Nevio Vinciarelli |